# 1468
Évszázadok: 14. század – 15. század – 16. század
Évtizedek: 1410-es évek – 1420-as évek – 1430-as évek – 1440-es évek – 1450-es évek – 1460-as évek – 1470-es évek – 1480-as évek – 1490-es évek – 1500-as évek – 1510-es évek
Évek: 1463 – 1464 – 1465 – 1466 –  1467 – 1468 – 1469 – 1470 – 1471 – 1472 – 1473

## Események

### Határozott dátumú események
- április 8. – Mátyás hadat üzen apósának, szülésben elhunyt első felesége, Podjebrád Katalin apjának, I. György cseh királynak.
- június – Mátyás serege elfoglalja Csehország egy részét, közte Brünnt és Trebicset.
- augusztus 30. – Mátyás tizenháromezer aranyforintért bérbe adja a nagybányai polgároknak a nagybányai, szebeni és aranyosbányai pénzverdéket.[1]
- szeptember 28. – Hunyadi Mátyás árumegállító jogot adományoz Brassónak.[2]

### Határozatlan dátumú események
- július – Margit, IV. Eduárd angol király nővére nőül megy Merész Károlyhoz, Burgundia hercegéhez.[3]
- az év folyamán – 
  - Újlaki Miklós macsói bán gótikus stílusban kibővítteti az újlaki (Valkó vármegye) ferences templomot.
  - Marcin Bylica z Ilkusza lengyel csillagász, a pozsonyi egyetem tanára Pozsonyban megírja a város fölött megjelent üstökösről szóló művét.
  - Első ízben említik a magyarok Szűz Máriás-lobogóját.[forrás?]
  - Janus Pannonius pécsi püspök, titkos kancellár szerepét a kancelláriában Matucsinai Gábor budai plébános, a személyes jelenlét bíróságának vezetője veszi át kancellári címmel.
  - Angliában lelepleződik a Cornelius-összeesküvés, a Lancaster-párti nagyurak kísérlete a York-házi király, IV. Eduárd megbuktatására.

## Születések
- I. Károly savoyai herceg († 1490)
- február 29. – III. Pál pápa († 1549)[4]
- Juan del Encina, spanyol költő, zeneszerző

## Halálozások
- január 17. – Szkander bég, Albánia nemzeti hőse
- február 3. – Johannes Gutenberg, német nyomdász
- november 1. – Szapolyai Miklós erdélyi püspök
- II. Gennadius, Konstantinápolyi pátriárka